# Briga Heelan
Briga Heelan (Andover, 2 aprile 1987) è un'attrice statunitense.

## Biografia
Briga Heelan è nata ad Andover, nel Massachusetts, figlia dell'attrice e insegnante presso la Lowell Public Schools Kimball Heelan e del drammaturgo Kevin Heelan.
Il padre di Heelan, oltre che drammaturgo, fa parte del corpo docente della Phillips Academy dal 1983.
Heelan ha frequentato la Walnut Hill School for the Arts e ha studiato per un anno al Cincinnati Conservatory of Music, prima di trasferirsi alla School of Dramatic Arts presso la University of Southern California. Nel 2009 ha conseguito il Bachelor of Arts ed è stata premiata con il James B. Pendleton Award for Outstanding Contributions.
Una volta conseguito il bachelor, Briga Heelan aveva manifestato il desiderio di dedicarsi al musical.
Il suo primo ruolo televisivo di successo è stato nella 3ª stagione di Cougar Town.
È stata protagonista nella serie TV Ground Floor con Skylar Astin che aveva conosciuto a un convegno sul musical.
Nella serie Undateable è presente in 7 episodi.
È stata in grado di recitare simultaneamente in Ground Floor e Undateable, prodotte da Bill Lawrence, perché entrambe le serie sono state girate in multicamera, il che richiede meno giorni di produzione rispetto alle riprese con una sola telecamera.
Per quanto riguarda la sua interpretazione in Ground Floor, il critico televisivo Alan Sepinwall ha detto che Heelan è «semplicemente fantastica nei panni di Jenny: calda e stravagante mentre si sente sempre un personaggio forte e indipendente».
Secondo Robert LLoyd del Los Angeles Times Heelan «rende Ground Floor guardabile», descrivendola come «straordinariamente viva e nella parte, rende reale tutto ciò che tocca. Potrei facilmente consigliare di collegarsi solo per guardarla lavorare».
Nel 2017-2019 ha interpretato Katherine "Katie" Wendelson, protagonista nelle due stagioni della serie Great News. Nel 2020 ha partecipato come guest star nel primo episodio della 10ª stagione della serie Curb Your Enthusiasm.
Nel 2021 Briga Heelan è stata scritturata dalla Shakespeare Theatre Company per il ruolo di Cinderella (Cenerentola) nel musical Once Upon a One More Time, su musiche di Britney Spears,  rappresentato dal 30 novembre 2021 al 9 gennaio 2022 presso la Sidney Harman Hall di Washington.
La produzione di Once Upon a One More Time è stata poi trasferita a New York dove, dopo una serie di anteprime, ha debuttato al Marquis Theatre il 22 giugno 2023, per 59 repliche (al 13 agosto 2023).
Per Briga Heelan si è trattato del debutto su un palcoscenico di Broadway.

## Vita privata
L'8 maggio 2015 sposa Rene Gube, suo collega nella serie TV Ground Floor.  Il 31 ottobre 2016 la coppia annuncia di essere in attesa della loro prima figlia, nata il 23 marzo 2017. 

## Filmografia

### Cinema
- Dean, regia di Demetri Martin (2016)
- Literally, Right Before Aaron, regia di Ryan Eggold (2017)

### Televisione
- Second City This Week – serie TV, episodio 1x31 (2011)
- Cose da uomini (Man Up!) – serie TV, episodio 1x07 (2011)
- Counter Culture, regia di Ted Wass – film TV (2012)
- Cougar Town – serie TV, 6 episodi (2012-2015)
- Jane - Stilista per caso (Jane by Design) – serie TV, 5 episodi (2012)
- Happy Endings – serie TV, episodio 3x11 (2013)
- Ground Floor – serie TV, 20 episodi (2013-2015)
- Undateable – serie TV, 7 episodi (2014-2015)
- Truth Be Told – serie TV, episodio 1x06 (2015)
- How We Live, regia di Gail Mancuso – film TV (2015)
- Crazy Ex-Girlfriend – serie TV, episodio 1x11 (2016)
- Love – serie TV, 6 episodi (2016-2017)
- Go-Go Boy Interrupted – serie TV, episodio 2x09 (2016)
- Great News – serie TV, 23 episodi (2017-2018)
- Brooklyn Nine-Nine – serie TV, episodio 6x08 (2019)
- Modern Family – serie TV, episodio 10x18 (2019)
- Curb Your Enthusiasm – serie TV, episodio 10x01 (2020)
- B Positive – serie TV, 14 episodi (2020-2021)
- Bob Hearts Abishola – serie TV, episodio 3x15 (2022)
- Che Todd ci aiuti (So Help Me Todd) – serie TV, episodio 1x16 (2023)

## Doppiatrici italiane
Nelle versioni in italiano delle opere in cui ha recitato, Briga Heelan è stata doppiata da:
- Gemma Donati in Undateable
- Gaia Bolognesi in Love, Great News